# Dolmen von Peygros

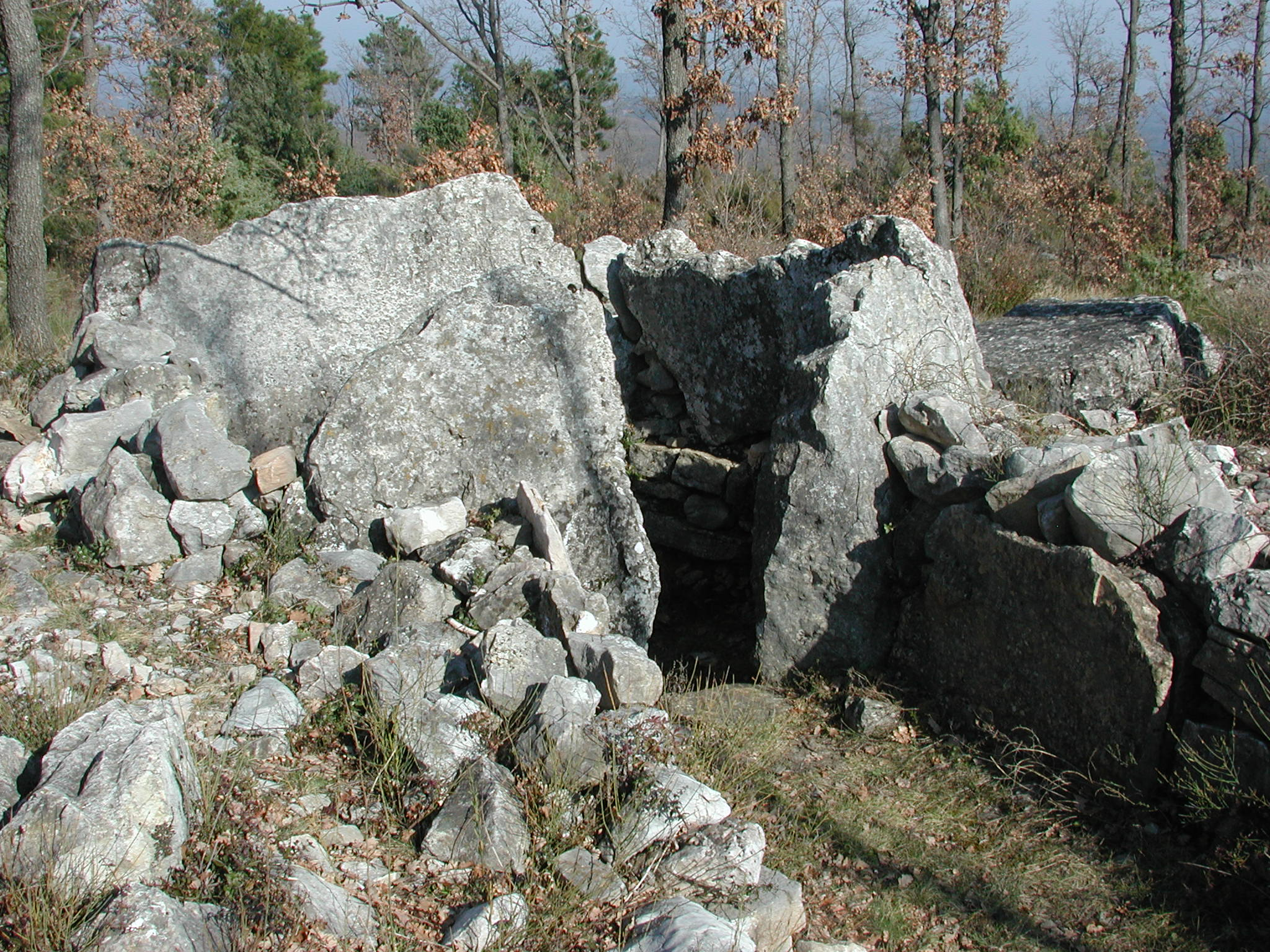
Dolmen von Peygros

Der Dolmen von Peygros (auch Dolmen von Bourigaille genannt) liegt südwestlich von Mons im Osten des Département Var in Frankreich. Dolmen ist in Frankreich der Oberbegriff für neolithische Megalithanlagen aller Art (siehe: Französische Nomenklatur).
Es ist ein kleiner Nord-Süd orientierter Dolmen in einem runden Cairn von etwa 12,0 m Durchmesser. Die Kammer ist etwa 1,8 m lang und 1,6 m breit. Sie wird im Norden durch eine 2,3 m lange und 1,6 m hohe Kopfplatte begrenzt. Die Kopfplatte trägt Schälchen (französisch cupules). Auf der Südseite ruht eine 1,7 m lange und 0,92 m hohe Platte auf dem Fels. Eine Trockenmauer begrenzt die Nordseite. Zwei etwa 2,0 m hohe und 1,0 m breite Orthostaten rahmen den 0,4 m breiten Zugang ein, vor dem Reste eines etwa 1,0 m breiten Ganges liegen. 
Die Kammer wurde 1908 von Mizaël Edouard Edmond de Pas (1866–1941) und im Jahre 1972 von Gérard Sauzade untersucht. Die Ausgrabungen ergaben zahlreiche zerbrochene und verbrannte menschliche Knochen und mehr als 1700 menschliche Zähne. Die weiteren Funde bestehen aus zwei Feuersteinspitzen und olivgrünen Perlen, einem grünen Fässchen, sechs Knochenknöpfen mit V-förmiger Lochung, zwei grünen Felsringen, zwei Anhängern aus Eberhauern, Muschelschalenanhängern, einer Goldspitze, zwei Bronzeringen und verschiedenen Bronzefragmenten sowie Scherben aus grober Keramik. Alle Funde stammen von den Trägern der Glockenbecherkultur und sind im Museum von Grasse deponiert.

Dolmen von Peygros
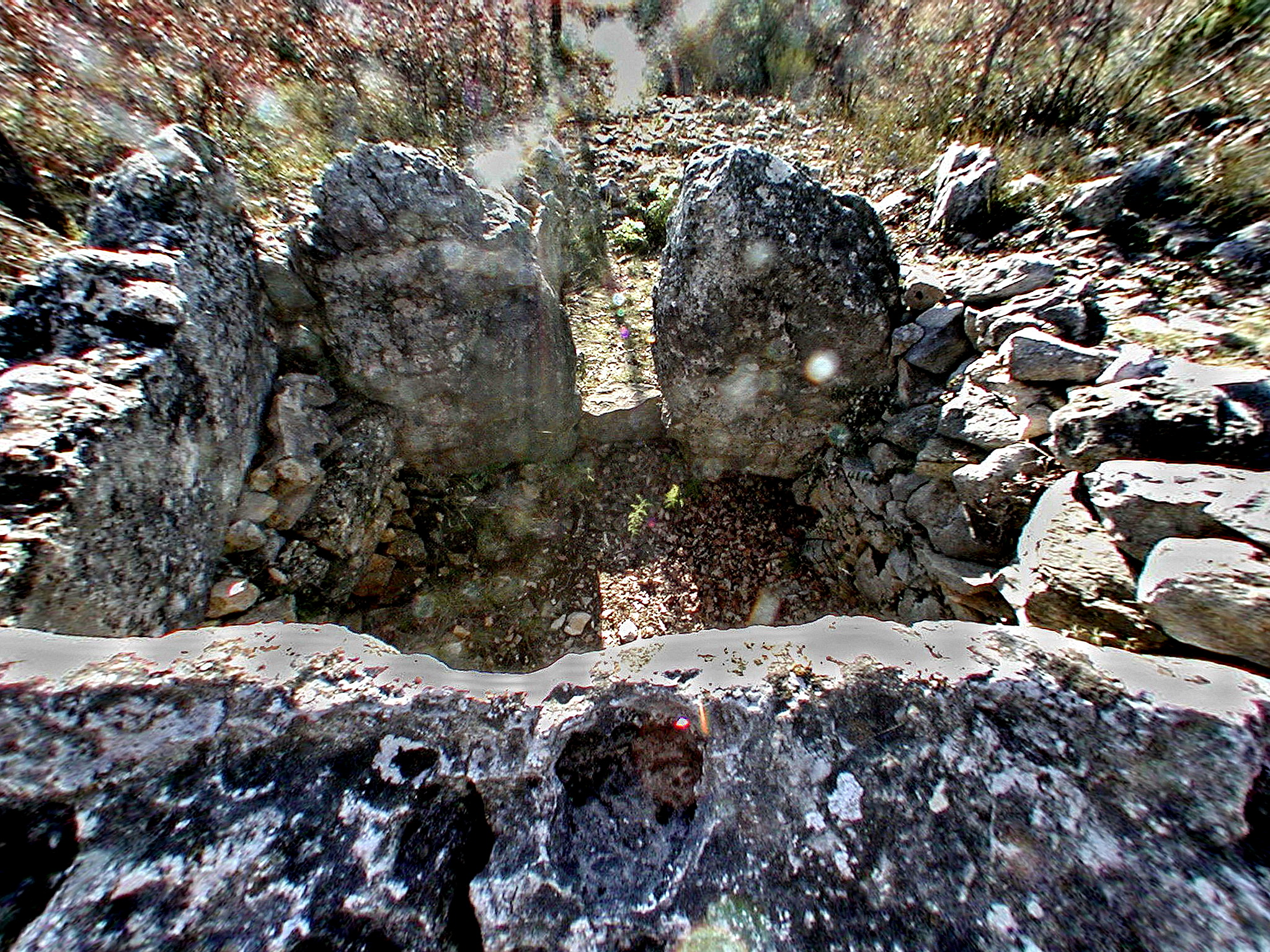
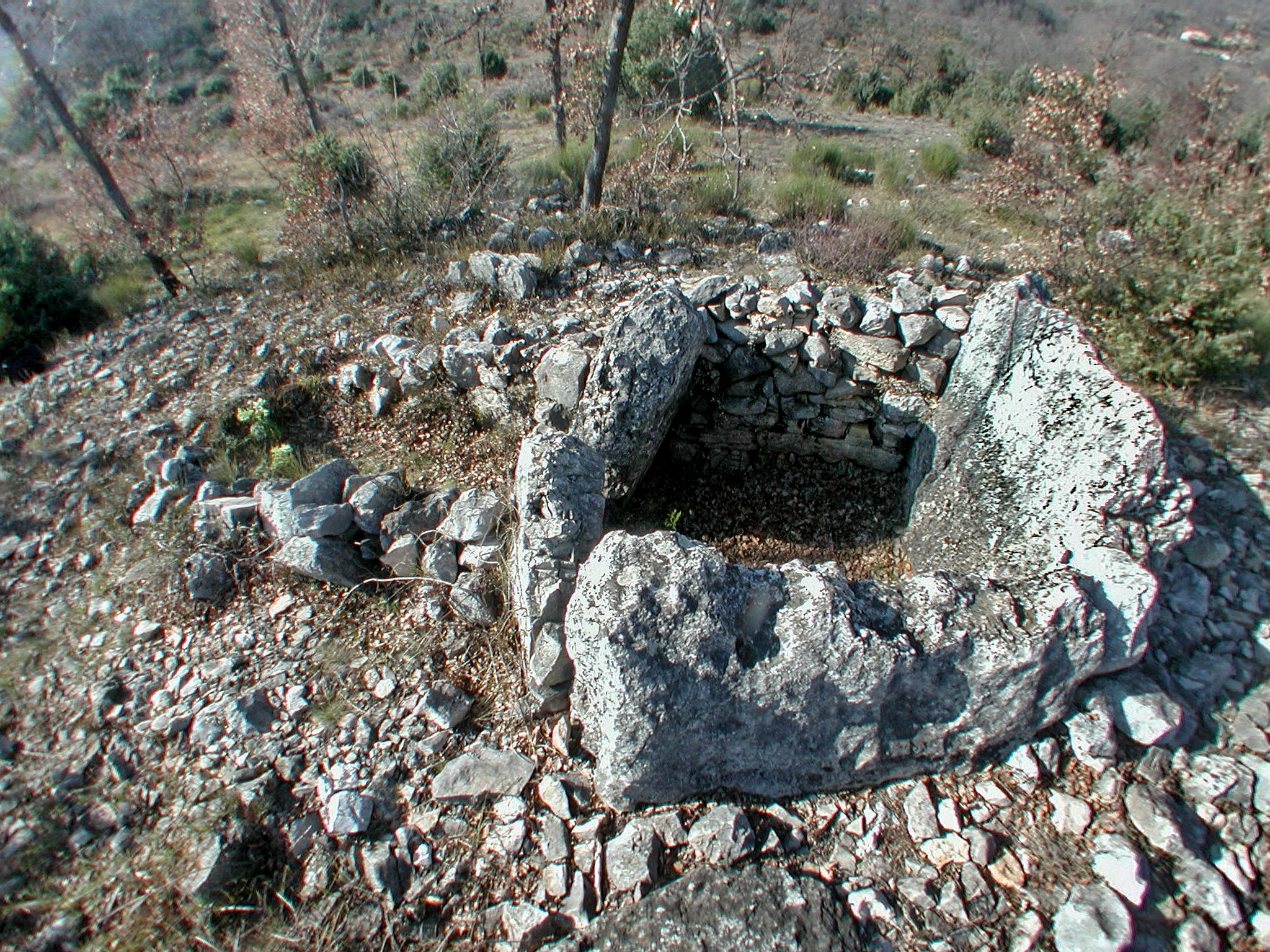
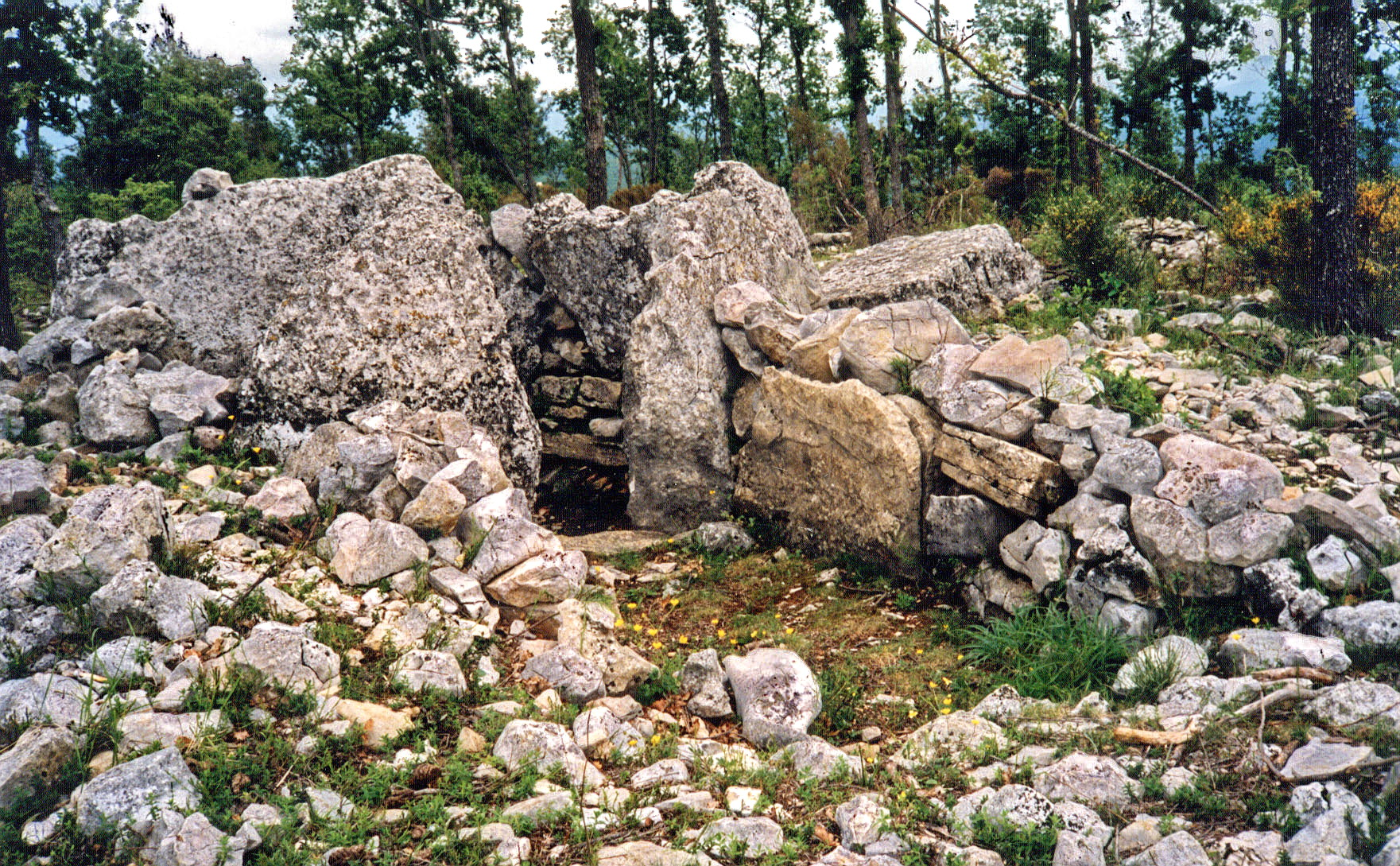

In der Nähe liegt der Dolmen von Riens.